# 養老保険
養老保険（ようろうほけん）とは、生命保険のうち一定の保障期間を定めたもので、満期時に死亡保険金と同額の満期保険金が支払われるものをいう。

## 概要
養老保険は、満期時に必ず保険金を支払う必要があることから、保険料の額には保障に関する部分の他、満期保険金支払いのための積み立て（貯蓄）部分が含まれる。終身保険や定期保険と比較した場合、保険料は、最も割高になる。
かつては貯蓄好きの傾向が強いといわれた日本では生命保険の主力商品ともいえた保険である。
終身保険同様、その保険料額は保険会社が集めた資金の運用による利回り予想である予定利率に左右される。しかし2001年以降の予定利率は過去最低の1.5 - 1.75%という水準になっており、そのため加入年齢によっては満期時までに支払った保険料総額が満期保険金を下回る。
日本人の平均寿命が50歳代 - 60歳代であった時代には、老後の資金を積み立てられ万一の保障も得られる養老保険が民間保険会社の主力商品であったが、大型保障は定期付終身保険、資産運用は変額年金保険などへシフトしていく。
定期保険を特約に据えた定期保険特約付養老保険も存在する。また終身保険・定期保険特約付終身保険・医療保険に、養老保険を特約（ないしは主契約）として付けたものも存在する。
学資保険は契約者の子（被保険者）が進学する年齢を満期とし、被保険者あるいは契約者（特約による）が満期前に死亡した場合は保険金が支払われるもので、構造上は養老保険と同視である。
簡易生命保険においては「フリープラン（普通養老簡易生命保険・特別養老簡易生命保険）」の愛称で主力商品として扱われ、民間生保の養老保険よりも比較的少額の満期保険金（100万円から）の設定と災害死亡時の倍額保障の付帯が特徴であった。商品性はかんぽ生命保険が踏襲している。

## 払込方法
一般に保険料の支払方法には、毎月や毎年といった単位で定期的に払い込む「有期払」と、契約時に保険料の全額を払い込む「一時払い」や「全期前納払い」がある。